# Sebastian Siebrecht
Sebastian Siebrecht (ur. 16 kwietnia 1973 w Herdecke) – niemiecki szachista, arcymistrz od 2008 roku.

## Kariera szachowa
W szachy gra od 11. roku życia. Czterokrotnie (1994, 1995, 1997, 2000) zwyciężał w mistrzostwach Nadrenii Północnej-Westfalii. W 1996 r. zajął I m. w turnieju ZSG/Computerij w Holandii, natomiast w 2001 r. zwyciężył w Naujac-sur-Mer (z wynikiem 9 pkt. w 9 partiach), a w 2004 r. – w Gausdal (turniej Gausdal Classics 2004 IM/B), Cala Millor (turniej 1. Son Servera International ) oraz w Lippstadt (wspólnie z Marco Thiniusem). W tym samym roku na turnieju w Bad Wiessee wypełnił pierwszą normę na tytuł arcymistrza. W 2005 r. odniósł jeden z największych indywidualnych sukcesów w karierze, dzieląc I m. (wspólnie z Zhangiem Pengxiangiem) w Bad Wörishofen. Oprócz tego, w kolejnym turnieju w Gausdal (Gausdal Classics 2005 IM B) zajął II m. (za Krzysztofem Jakubowskim). W 2006 r. zwyciężył w otwartych mistrzostwach Solingen, w 2007 r. podzielił III m. (za Władimirem Burmakinem i Miso Cebalo, wspólnie z m.in. Jacobem Aagaardem, Alberto Davidem, Siergiejem Tiwiakowem i Władimirem Jepiszynem) w Bratto, zdobywając drugą normę arcymistrzowską. W tym samym roku na turnieju w Differdange i mistrzostwach Europy w Dreźnie był bliski wypełnienia trzeciej, ostatniej wymaganej normy na tytuł arcymistrza (w obu turniejach zabrakło mu po pół punktu), jednakże wyniki te zostały zaliczone (wraz z rezultatem z Bad Wörishofen z 2005 r., gdzie przeszkodą w zaliczeniu normy był zbyt niski średni ranking przeciwników) i w 2008 r. otrzymał ten tytuł.
Najwyższy ranking w dotychczasowej karierze osiągnął 1 kwietnia 2008 r., z wynikiem 2490 punktów zajmował wówczas 56. miejsce wśród niemieckich szachistów. Jest jednym z nielicznych arcymistrzów na świecie, który otrzymał ten tytuł nie osiągając na żadnej oficjalnej liście rankingowej FIDE poziomu min. 2500 punktów, który jest wymagany do jego nadania. Stało się to dzięki przepisowi, który umożliwia wirtualne zliczanie aktualnie posiadanego rankingu po każdej rozegranej partii. Tym sposobem, w dniu 22 czerwca 2005 r. po V rundzie mistrzostw Europy w Warszawie, jego punktacja osiągnęła wartość 2510 (2487 + 4 pkt. w Utrechcie + 19 pkt. w Warszawie).